# نبيل قسيس
نبيل عيسى خليل قسيس (16 فبراير 1945 في القدس - ) بروفيسور، وسياسي، ودبلوماسي وفيزيائي، وعالم نووي.

## تحصيله العلمي
درس نبيل قسيس في ألمانيا ولبنان، وحصل على شهادة الماجستير من جامعة ماينز الألمانية، وشهادة الدكتوراه من الجامعة الأمريكية في بيروت، في الفيزياء النووية. قام بتدريس الفيزياء في عدد من الجامعات في ألمانيا، وإيطاليا، وفرنسا، وإنجلترا، ولبنان والأردن قبل التحاقه بجامعة بيرزيت في عام 1980. شغل منصب رئيس جامعة بيرزيت من 2004 إلى 2010.

## عمله الدبلوماسي
شارك قسيس كعضو في الوفد الفلسطيني إلى مؤتمر مدريد للسلام في عام 1991، وكان نائب رئيس وفد التفاوض في محادثات واشنطن في الفترة من عام 1992 إلى عام 1993. أصبح لاحقًا المدير العام للجنة الفنية والاستشارية لوفد المفاوضات الفلسطينية، الذي أوكلت له مهام القيام بالأعمال التحضيرية للانتقال إلى الحكم الذاتي الفلسطيني. وكان عضوا في الوفد الفلسطيني المختص بمفاوضات الوضع النهائي في عام 1999.

## عمله السياسي
بصفته مؤيدًا للشفافية والإصلاح، عُين قسيس عضوًا في اللجنة الخاصة للتحقيق في تقرير مدقق الحسابات في عام 1997. ثم انضم لاحقًا إلى الحكومة كمستقل سياسي، وعمل وزيراً بدون حقيبة وزارية في عام 1998، ووزيرًا للسياحة في عام 2002، ووزيرًا للتخطيط من عام 2003 إلى عام 2005، وأخيرًا، وزيرًا للمالية من عام 2012 إلى عام 2013.